# تاراسك

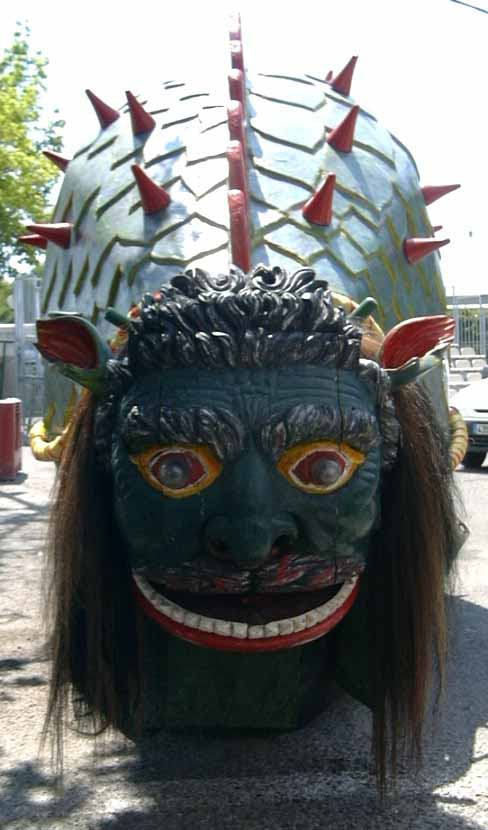
صورة لنموذج للتاراسك مصنوع من الزجاج الليفي في إقليم بوش دو رون جنوبي فرنسا خلال احتفالات شهر يونيو.

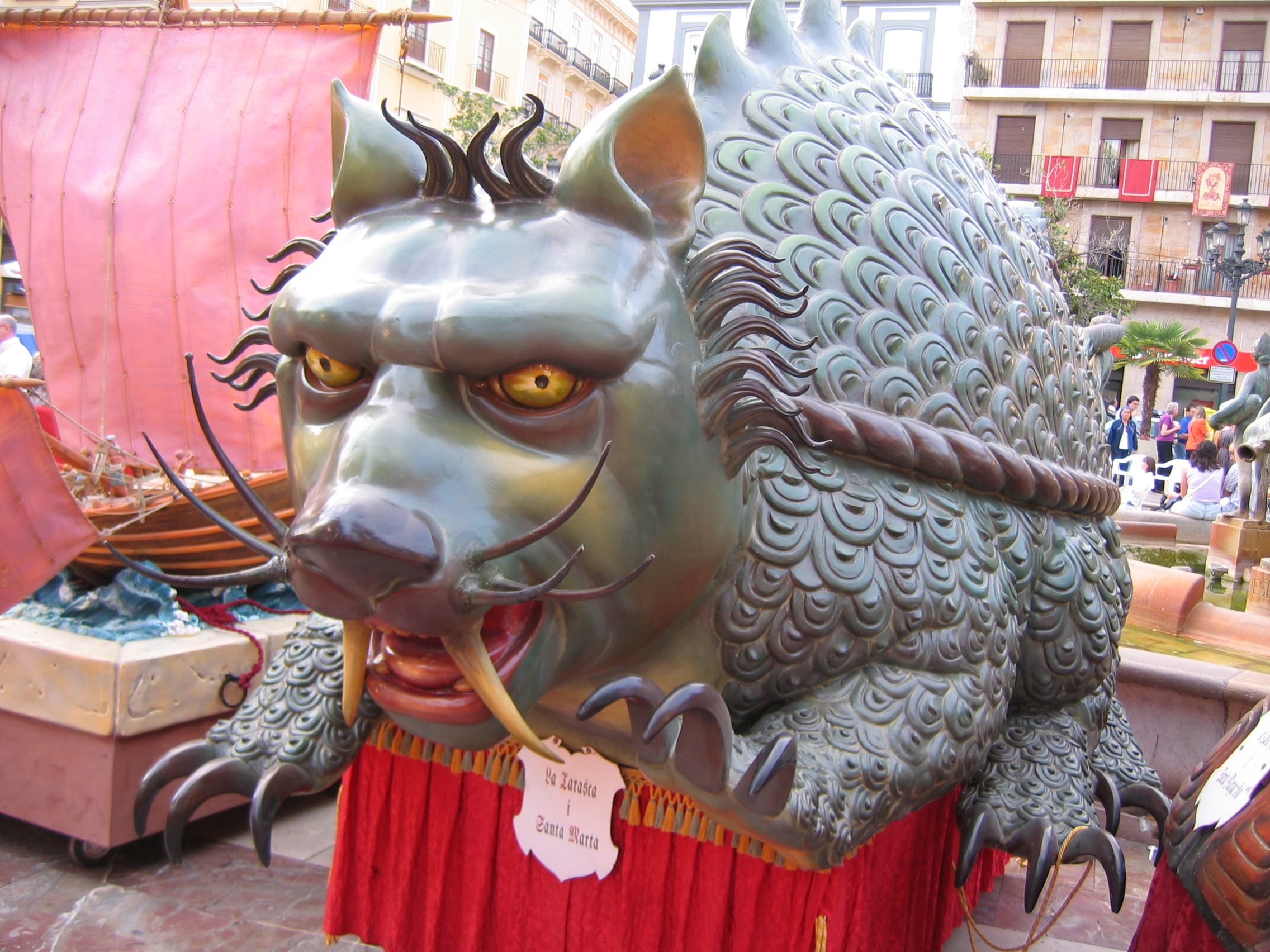
نموذج لتاراسك في بلنسية

التاراسك (بالفرنسية: La Tarasque) هو هجين أسطوري مُخيف شبيه بالتنين ظهر في منطقة بروفنس، في جنوب فرنسا، روضته القديسة مرثا في قصة تروى عنها. أدرجته اليونسكو في يوم 25 نوفمبر من عام 2005 ضمن قائمة روائع التراث الشفهي اللامادي للإنسانية.

## أسطورته
أسطورة التاراسك موجودة في عدة مصادر، لكن بالأخص في قصة القديسة مارثا الواردة في الأسطورة الذهبية. سكن المخلوق منطقة نيرلوك في بروفنس، فرنسا، وعاث فسادًا في الأرض طولًا وعرضًا. كان التاراسك أشبه بتنين له رأس أسد، وستة سيقان قصيرة كسيقان الدب، وجذع كجذع الثور مُحتوًى في درع سلحفاة، وذيل تكسوه الحراشف في نهايته شَوكة عقرب. ذكرت أساطير أخرى أنه يعيش في موقع شاتوه تاراسكون الحالي؛ أي على صخرة في غمرة نهر الرون. وفقًا للأسطورة الذهبية «في ذلك الزمان، كان ثمة على ضفاف الرون، في مستنقع بين آرل وأفيغنون، تنين، نصفه حيوان ونصفه سمكة، أغلظ من ثور، وأطول من حصان، له أسنان كالسيوف وحجمها حجم القرون، كان يختبئ في النهر ويخطف أرواح كل العابرين ويُرسل المراكب إلى الأعماق».
يُقال إن التاراسك قدِم من غلاطية، التي كانت موطن الأوناكوس الأسطوري، وهو وحش حرشفيّ شبيه بالبيسون كان يحرق كل ما يمسّ (هذا المخلوق شبيه بالبوناكون). كان التاراسك من نسل الأوناكوس ولوياثان خاصة رواية الكتاب المقدس؛ الذي يُجادل في كونه ثعبان بحر عملاق.
هاجم ملك نيرلوك التاراسك بالفرسان والمراجم دون جدوى. لكن القديسة مارثا وجدت الوحش وسحرته بالتراتيل والصلوات، وعادت بالتاراسك المُروض إلى المدينة. هاجم الناس الخائفون الوحش حينما اقترب. لم يُبدِ الوحش أي مقاومة ومات هناك. بشّرت مارثا الناس بعدها وحولت الكثير منهم إلى المسيحية. أسفًا على ما فعلوه بالوحش المروّض، أطلق سكان القرية من المسيحيين الجدد اسم تاراسكون على القرية.
قصة التاراسك شبيهة جدًا بقصة الجميلة والوحش وكينغ كونغ أيضًا. تسحر فتاة الوحش وتُضعفه ثم يُقتل وقتما يُساق إلى الحضارة. ثمة فكرة مشابهة في أساطير إنكيدو وأحادي القرن: إذ يُهدئ من روع الاثنان بإرسال امرأة إليهما. إن وصف هذا المخلوق وأسطورته شبيهان بصورة مثيرة للفضول بتنانين أخرى من الفلكلور الفرنسي مثل غرغول وبيلودا.

## أثره الثقافي
يظهر التاراسك على شعار نبالة مدينة تاراسكون. يُقام مهرجان هناك كل عام في يوم الأحد الأخير من يونيو لقصّ قصة التاراسك، بالإضافة إلى التارتارين، الشخصية الرئيسية في رواية تارتارين تاراسكون لألفونس دوديه. يعود تاريخ إنشاء المهرجان إلى عام 1469، على يد ريناتو الأول ملك نابولي. كان يُقام في الأحد الثاني بعد عيد العنصرة، وكانت غايته طرد الشر الذي سبب فيضان كامارغو، لأنه كان يُعتبر صنيعة التاراسك، إلى جانب تحطيم الخنادق والسدود. في المهرجان، تُحمل دمية كبيرة للتاراسك عبر الشوارع، ترافقها صيحات تقليدية فحواها:
Lagadigadèu, la Tarasco, la Tarasco»
Lagadigadèu, la Tarasco dóu castèu
Leissas-la passa la vièio masco,

.«Leissas-la passa que vai dansa
في حين أن هذه المهرجانات كانت تختلف سابقًا وفقًا لحالات النهر، أُقيمت في أعوام 1846 و1861 و1891 و1946، ومذ ذاك الوقت أصبحت حدثًا سنويًا وعامل جذب سياحي، تجري عادة في يوم 29 يوليو، عيد القديسة مارثا.
أُبلغ عن مخلوق بحري أسطوري يعيش في خليج ها لونغ الفيتنامي سماه الفرنسيون الذين حكموا المنطقة وقتها «بالتاراسك» أيضًا.
سمى الجيش الفرنسي مدفعًا مقطورًا مضادًا للطائرات من عيار 20 مم (53 تي 2) تيمنًا بالتاراسك.
التاراسك واحد من مظاهر احتفالات عيد القربان في الكثير من المدن الإسبانية، كبلنسية وغرانادا.
التاراسم مخلوق أسطوري في لعبة سجون وتنانين واستمر فيها عبر العديد من الإصدارات والنسخ المختلفة.[بحاجة لمصدر]

## وصلات خارجية
- Tarasque Tudela - Navarra - Spain نسخة محفوظة 1 أكتوبر 2009 على موقع واي باك مشين.